# SONiKA
SONiKA (Со́ника) — виртуальная певица, выпущенная компанией Zero-G для программного обеспечения Vocaloid 2. Её имя с хинди переводится как «золотая красота», но, скорее всего, оно произошло от англ. sonic — «звуковой, акустический».

## Разработка
Zero-G рекламировала SONiKA как профессиональную вокалистку с молодым, «свежим» голосом. Её голосовой провайдер так и не раскрыт; на её счету имеется несколько демоверсий песен. На стриме, посвящённом вокалоидам Dex и Daina, рассказали, что Соника была лишь «экспериментом».
Продукт также выпускался в Китае и Тайване; его распространением занималась компания E-Capsule. Китайская версия имеет 2 интерфейса — английский и китайский традиционный; тайваньская версия выпускалась на китайском упрощённом языке.
Журнал Sound on Sound оценил Сонику на 4 звезды из 5, описав её вокал наиболее подходящим для бабблгам-попа. В 2011 году её поставили на 13 место в топе лучших продуктов Zero-G, а в 2012 — на 19 место.

## Внешний вид
У Соники есть два облика: первый — рисунок художника Марио «Raynkazuya» Уибисоно (используемый в качестве основного), второй — первоначальная 3D-модель от Zero-G. В 2009 году Zero-G организовала конкурс, в котором художники должны были нарисовать образ для Соники, и именно иллюстрация Raynkazuya стала победителем данного конкурса. Для китайской и тайваньской версий были созданы альтернативные дизайны персонажа.

## Характеристика
Соника — первый английский вокалоид, получивший биографию и аниме-маскот. Именно из-за неё возник термин «engloid», обозначающий английских вокалоидов. Однако, её характеристика на задней стороне коробки отличается в Тайване и Китае. У Соники есть официальный аккаунт в Twitter, где она «отвечает» на вопросы фанатов.
| Имя                    | Sonika                                    |
| Возраст                | 17 лет                                    |
| Рост                   | 167 см (Zero-G), 160 см (E-Capsule)       |
| Вес                    | 58 кг (Zero-G), 45 кг (E-Capsule)         |
| Рекомендуемый жанр     | поп, хаус, электронная музыка (E-Capsule) |
| Рекомендуемый темп     | 75-160bpm (E-Capsule)                     |
| Рекомендуемый диапазон | G3-D5 (E-Capsule)                         |